# شیگرو چیبا
شیگرو چیبا (انگلیسی: Shigeru Chiba; ۴ فوریهٔ ۱۹۵۴ – ) بازیگر، و صداپیشه اهل ژاپن بود. وی از سال ۱۹۷۲ میلادی تاکنون مشغول فعالیت بوده‌است.